# 三和建築集團
三和建築集團有限公司，簡稱三和建築集團（英語：Sam Woo Construction Group Limited，港交所：3822），業務在香港和澳門經營地基和勘探。

## 歷史革沿
1970年，由主席劉振明，於香港（總部）成立「Sam Woo Engineering Works」，1980年，成立「三和地基有限公司」。
2003年4月9日，於港交所主板上市股份，當時是以「三和集團有限公司」名義上市，當時招股價為0.67港元，集資為5025萬港元，發行新股為7500萬股，其易手後，已被仁瑞投資控股有限公司取代。
2014年，再次進行招股，售價定為1.5港元，1億股為配售股份，1.5億港元則為主要集資，則以同年10月14日上市。
2019年7月2日，三和建築公布，全資擁有附屬公司獲授予一份建築工程合約，為興建位處香港國際機場的物流中心承造地基工程，建築工程已經在2020年中完成。

## 外部連結
- samwoo-group.com（页面存档备份，存于）